# Sky 3D
A Sky 3D egy angol televíziós csatorna, mely a Sky műholdas platformjáról 2010. április 3-án kezdte meg sugárzását, a lakosság számára viszont csak 2010. október 1-jén vált elérhetővé.

## Tematikája
A csatorna napi 14 órában szórakoztató  műsorokat, filmeket, valamint sportműsorokat sugároz. Archiválva 2009. augusztus 2-i dátummal a Wayback Machine-ben Az első 3D-s sportműsor a Manchester United vs Chelsea labdarúgó mérkőzés volt, melyet egész Angliában 3D-ben nézhettek az érdeklődők.

## Műsorai
Az első 3D-s dokumentumfilm, mely David Attenborough nevéhez fűződő Flying Monsters című filmet 2010. karácsonyán láthatták a nézők.  
A csatorna a Walt Disney Pictures, 20th Century Fox, Universal Pictures, Warner Bros, Paramount, valamint a DreamWorks stúdió filmújdonságait is műsorra tűzi ezentúl, illetve szerződést között az angol nemzeti balettársulattal is, illetve a Sky Arts kínálatából is vesz át műsorokat. A Sky bejelentette 2011 áprilisában, hogy Kylie Minogue Aphrodite World Tour koncertje is szintén látható lesz a kínálatban 2011 júniusában. Az Avatar című film 3D-s premierje is szintén a ezen a csatornán volt látható.

A Sky a Nintendoval közösen 3D-s tartalmakat is megjelenítő játékon dolgozik a Nintendo 3DS-en.